# ذخیره‌گاه طبیعی آلاکول
ذخیره‌گاه طبیعی آلاکول (به قزاقی: Alakol Biosphere Reserve) یک ذخیره‌گاه زیست‌کره است که در قزاقستان واقع شده‌است.